# Набєгов Роман Валерійович
Рома́н Вале́рійович Набє́гов (11 листопада 1986, м. Херсон, Українська РСР — 29 серпня 2014, с. Горбатенко, Старобешівський район, Донецька область, Україна) — молодший лейтенант міліції, доброволець батальйону «Миротворець», учасник російсько-української війни. Позивний «Шаман».

## Біографія
Народився 1986 року в місті Херсон. Закінчив загальноосвітню школу № 50 м. Херсон. Проходив строкову службу у Військово-морських силах України в Севастополі, пізніше навчався в Євпаторійському училищі професійної підготовки працівників міліції. Закінчив Херсонський юридичний інститут Харківського національного університету внутрішніх справ, потім заочно в цьому ж університеті вивчав правознавство. Працював в органах внутрішніх справ — патрульна служба Херсона, карний розшук, з 2013 року — слідчим у слідчому управлінні Цюрупинського (нині — Олешківського) райвідділу міліції.
Після окупації Криму російськими військами єдиний зі свого відділку їздив у відрядження до смт Каланчак, ніс службу на адміністративному кордоні з Кримом. До того ж, як слідчий, вів кілька справ, пов'язаних зі спробами проросійських сил «розхитати ситуацію» на Херсонщині. 4 рази подавав рапорт, аби його направили в зону бойових дій на Східну Україну, зрештою добився призначення, написавши листа міністру МВС Арсену Авакову.
З липня 2014 року — старший інспектор батальйону патрульної служби міліції особливого призначення «Миротворець» Головного управління Міністерства внутрішніх справ України в Київській області.
29 серпня 2014-го загинув під час виходу з Іловайського котла «зеленим коридором», який обстріляли російські десантники біля села Горбатенко.
Був тимчасово похований місцевими мешканцями на сільському кладовищі — разом з бійцями батальйонів: «Миротворець» В'ячеславом Катричем, Олексієм Гораєм, Максимом Сухенком; «Херсон» — Олексієм Вовченком, «Світязь» — Віктором Шолухою. 15 вересня 2014го тіло Романа Набєгова було ексгумоване та привезене до Запоріжжя пошуковцями Місії «Експедиція-200» («Чорний тюльпан»). Його упізнали за браслетом-оберегом.
26 вересня перепохований у Херсоні, на кладовищі Геологів, меморіал пам'яті загиблих бійців АТО.
Без сина лишилась мати Оксана Василівна Набєгова.

## Творчість
Зі студентських років писав вірші, зокрема на теми патріотизму, байдужості людей, історичної пам'яті, воїнської слави, проблем поділу українців на регіони, філософських мотивів про місце людини у світі та інші. 30 серпня 2015 року в Херсоні пройшла презентація книги «Ні кроку назад», до якої увійшли десятки віршів Романа, його прозові замальовки, записи зі щоденника, а також спогади друзів, рідних і товаришів по службі. Ідея видати книжку і її втілення належать мамі загиблого героя — Оксані Набєговій. Назву «Ні кроку назад» взято з останнього повідомлення Романа з Іловайська, яке він залишив у соцмережі.

## Нагороди та вшанування
- За особисту мужність і героїзм, виявлені у захисті державного суверенітету та територіальної цілісності України, високий професіоналізм, вірність військовій присязі нагороджений орденом «За мужність» III ступеня (26.02.2015, посмертно)[4].
- 7 листопада 2015 року в Херсоні, на будівлі ЗОШ № 50, де навчався Роман, відкрито меморіальну дошку на його честь[5][6].
- 22 липня 2016 в Олешках на будівлі Олешківського районного відділу УМВС України, де Роман працював слідчим, відкрито пам'ятну дошку на його честь[7].
- 23 жовтні 2017 рішенням сесії Херсонської міськради Херсонській загальноосвітній школі І—ІІІ ст. № 50 присвоєне ім'я Романа Набєгова[8].
- У місті Херсон вулицю Льва Толстого перейменували на вулицю Романа Набєгова.[9]
- Його портрет розміщений на меморіалі «Стіна пам'яті полеглих за Україну» у Києві: секція 3, ряд 10, місце 33
- Вшановується 29 серпня на щоденному ранковому церемоніалі вшанування українських захисників, які загинули цього дня у різні роки внаслідок російської збройної агресії[10]